# Lieben kann man nur zu zweit
Lieben kann man nur zu zweit ist eine 1961 entstandene, britische Filmkomödie von Sidney Gilliat mit Peter Sellers und Mai Zetterling in den Hauptrollen. Der Geschichte liegt der 1955 veröffentlichte Roman That Uncertain Feeling von Kingsley Amis zugrunde.

## Handlung
John Lewis ist ein Misanthrop wie er im Buche steht. Das tägliche Dasein ist für ihn eine Aneinanderreihung von Verschwörungen: Die Vermieterin steckt neugierig ihre Nase in alles hinein, die Abflussrohre sind notorisch verstopft, im Haushalt läuft alles schief und auf der Tapete springen Hirsche umher. Die engen Zimmer, die überangestrengte Gattin und die beiden nervenden Kinder lassen ihn das Leben nur noch als eine einzige, große Plage erscheinen. Lediglich der Anblick hübscher, junger Mädchen, denen er jeden Tag auf dem Weg zur Arbeit in die Stadtbibliothek begegnet, bringen ein wenig Glanz in seinen als trüb empfundenen Alltag. Mehr als gucken ist nicht, denn John traut sich nicht, das weibliche Geschlecht anzusprechen. Eines Tages taucht die hübsche Liz Gryffyd-Williams in seinem Leben auf. Sie ist das ganze Gegenteil von John: Lebenslustig und mit dem Bankkonto eines gesellschaftlich etablierten Mannes gesegnet. Liz’ Flirtversuche sind sehr zurückhaltend, und ihr Mann ist Vorsitzender desjenigen Komitees, das die Beförderung von Lewis bewilligen könnte, die er für sein darbendes Bankkonto so dringend benötigt.
Lewis zeigt sich an der Dame interessiert, doch nicht so sehr, um einen beruflichen wie finanziellen Aufstieg bewerkstelligen zu können, sondern vielmehr weil Liz all das in einer Frau vereinigt, was er sich insgeheim sehnsüchtig wünscht. Tapfer kämpft John gegen ihre verhaltenen Verführungsversuche an, doch liegt es nicht an ihm allein, dass er sittsam und standhaft bleibt. Denn mal kehrt besagter Ehemann frühzeitig zu Gattin Liz heim, mal kommen ihm neugierige Kühe in die Quere. Eines Tages steht Lewis vor dem Komitee, das über seine etwaige Beförderung zu befinden hat. Er bekommt was er will … dank der freundlichen Einflussnahme von Liz, die ihre Fäden gesponnen hat. Zur Feier des Tages gehen die beiden einen heben, und Liz erwartet nun, dass John Lewis ihr Verständnis von Dankbarkeit bedient. Doch der ist ein besserer Ehemann als erwartet. John weiß, was er an seiner kleinen Welt, der Ehefrau und den beiden Kindern daheim hat, und so lehnt er die anstehende Beförderung ab, lässt Liz verwirrt zurück und kehrt heim … zu Heim und Herd.

## Produktionsnotizen
Lieben kann man nur zu zweit wurde am 11. Januar 1962 in London uraufgeführt. In Deutschland lief der Film am 7. Juni 1963 an.
Frank Launder und Regisseur Gilliat übernahmen die Herstellungsleitung. Muir Mathieson war Dirigent, Tony Woollard Zeichner, Ivan King entwarf die Filmbauten.

## Auszeichnungen
Der Film wurde im Rahmen der British Academy Film Awards 1963 für vier BAFTA-Preise nominiert, Bryan Forbes erhielt von der Writers’ Guild of Great Britain den Preis für das beste Komödien-Drehbuch.

## Synchronisation
| Rolle      | Darsteller           | Synchronsprecher |
| ---------- | -------------------- | ---------------- |
| John Lewis | Peter Sellers        | Georg Thomalla   |
| Liz        | Mai Zetterling       | Gisela Peltzer   |
| Joan       | Virginia Maskell     | Ilse Kiewitt     |
| Jenkins    | Kenneth Griffith     | Heinz Welzel     |
| Probert    | Richard Attenborough | Gerd Martienzen  |

Die Synchronregie hatte Peter Elsholtz.

## Kritiken
Der Movie & Video Guide meinte, der „Film strebe mehr nach schnellen Lachern als nach Satire“.
Halliwell‘s Film Guide fand, der Film sei eine „gut charakterisierende und allgemein erheiternde „realistische“ Komödie, die gegen Ende ein bisschen an Fahrt verliert aber eine Menge erinnernswerter Abschnitte beinhaltet“.

„Stilistisch unausgewogenes Lustspiel mit prominenter Besetzung, jedoch ohne Witz und in einigen Szenen recht geschmacklos.“